# Colias lada
Colias lada is een vlindersoort uit de familie van de Pieridae (witjes), onderfamilie Coliadinae.
Colias lada werd in 1891 beschreven door Grum Grshimaïlo.